# Rada Miasta Olsztyna
Rada Miasta Olsztyna – samorządowy organ władzy uchwałodawczej w Olsztynie, sprawujący także funkcje kontrolne, złożony z radnych pochodzących z wyboru, działający na podstawie przepisów o samorządzie gminnym oraz o samorządzie powiatowym.

## Historia
W dawnym Olsztynie rada miejska organizowała życie w mieście m.in. poprzez ustanawianie przepisów porządkowych zwanych wilkierzami. Pierwszy wilkierz olsztyński datowany jest na 1568. Samorząd Olsztyna kontrolowała kapituła, a właściwie jej przedstawiciel kanonik administrator komornictwa olsztyńskiego. Jego rezydencją był zamek.
Po rozbiorach, w ramach wielkich reform państwa pruskiego w latach 1806–1807, wprowadzono w życie nową ordynację miejską. Władza ustawodawcza należała do rady miejskiej, wybieranej przez obywateli w bezpośrednim głosowaniu. W Olsztynie wybierano wówczas 24 członków rady. Władza wykonawcza należała do magistratu, wybieranego przez radę miejską, a zatwierdzanego przez rejencyjną władzę państwową.
Obecnie Rada Miasta Olsztyna jest organem stanowiącym i kontrolnym Miasta, w skład którego wchodzi 25 członków. W 2024 zainicjowano IX kadencję Rady.

## Okręgi wyborcze
Olsztyn podzielony jest na cztery okręgi wyborcze:
I - Redykajny, Gutkowo, Nad Jeziorem Długim, Likusy, Dajtki, Grunwaldzkie, Podgrodzie, Brzeziny, Kortowo
II - Wojska Polskiego, Podleśna, Zatorze, Kętrzyńskiego, Pojezierze
III - Śródmieście, Kościuszki, Kormoran, Nagórki, Mazurskie
IV -  Jaroty, Pieczewo, Generałów
W 2024 z powyższych okręgów wybierano odpowiednio 6, 6, 6 i 7 radnych. Liczba mandatów jest uzależniona od liczby mieszkańców w okręgu i może ulec zmianie przed kolejnym wyborami.

## VI kadencja

### Wyniki wyborów
Wybory do Rady Miasta VI kadencji odbyły się 21 listopada 2010. W ich rezultacie mandaty uzyskało łącznie 5 komitetów.
|            | Platforma Obywatelska RP                      | 17 760 | 30,26  | 10 | - |  |  |
|            | KWW Piotra Grzymowicza                        | 10 736 | 18,29  | 4  | 4 |  |  |
|            | Prawo i Sprawiedliwość                        | 9 175  | 15,63  | 4  | 2 |  |  |
|            | KWW Czesława Jerzego Małkowskiego             | 8 726  | 14,87  | 5  | - |  |  |
|            | Sojusz Lewicy Demokratycznej                  | 6 319  | 10,77  | 2  | 2 |  |  |
|            |                                               |        |        |    |   |  |  |
|            | Polskie Stronnictwo Ludowe                    | 2 369  | 4,04   | –  | – |  |  |
|            | KW "Dobry samorząd miast i gmin olsztyńskich" | 2 156  | 3,67   | –  | – |  |  |
|            | KWW Wspólnota Samorządowa Prawicy             | 700    | 1,19   | –  | – |  |  |
|            | KWW Zielony Olsztyn - Młodzi Socjaliści       | 397    | 0,68   | –  | – |  |  |
|            | KWW Olsztyńska Alternatywa Młodych            | 365    | 0,61   | –  | – |  |  |
|            |                                               |        |        |    |   |  |  |
| Ogółem     | Ogółem                                        | 58 694 | 100,00 | 25 | — |  |  |
| Frekwencja | Frekwencja                                    | 61 519 | 45,64  |    |   |  |  |

## VII kadencja

### Wyniki wyborów
Wybory do Rady Miasta VII kadencji odbyły się 16 listopada 2014. W ich rezultacie mandaty uzyskało łącznie 6 komitetów.
|            | Platforma Obywatelska RP                     | 12 715 | 22,76  | 8  | 2 |  |  |
|            | Prawo i Sprawiedliwość                       | 11 358 | 20,33  | 7  | 3 |  |  |
|            | KWW Piotra Grzymowicza                       | 8 833  | 15,81  | 4  | - |  |  |
|            | KWW Czesława Jerzego Małkowskiego            | 8 803  | 15,76  | 4  | 1 |  |  |
|            | Polskie Stronnictwo Ludowe                   | 5 509  | 9,86   | 1  | 1 |  |  |
|            | KWW Andrzej Ryński-Olsztyn przyjazny ludziom | 4 692  | 8,40   | 1  |   |  |  |
|            |                                              |        |        |    |   |  |  |
|            | KW Nowa Prawica — Janusza Korwin-Mikke       | 2 176  | 3,90   | –  | – |  |  |
|            | KWW Olsztyn Nasz Dom                         | 1 776  | 3,18   | –  | – |  |  |
|            |                                              |        |        |    |   |  |  |
| Ogółem     | Ogółem                                       | 55 862 | 100,00 | 25 | — |  |  |
| Frekwencja | Frekwencja                                   | 62 288 | 46,32  |    |   |  |  |

### Radni VII kadencji
Pierwsza sesja Rady Miasta VIII kadencji odbyła się 1 grudnia 2014. Przewodniczącym wybrano Halinę Ciunel.  Mandat po wybranym na prezydenta Olsztyna Piotrze Grzymowiczu objął Marian Zdunek. W trakcie kadencji z mandatu zrezygnował Marcin Kuchciński. Wakat wypełniła Danuta Ciborowska.
|    |                                                                                                   |                                                                                                |                                                                                                |                                                                                                |                                                                                                |                                                                                                |                                                                                                |                                                                                                |                                                                                                |                                                                                                |
| Nr | Radni wybrani z list poszczególnych komitetów wyborczych (w nawiasach liczba zdobytych głosów)    | Radni wybrani z list poszczególnych komitetów wyborczych (w nawiasach liczba zdobytych głosów) | Radni wybrani z list poszczególnych komitetów wyborczych (w nawiasach liczba zdobytych głosów) | Radni wybrani z list poszczególnych komitetów wyborczych (w nawiasach liczba zdobytych głosów) | Radni wybrani z list poszczególnych komitetów wyborczych (w nawiasach liczba zdobytych głosów) | Radni wybrani z list poszczególnych komitetów wyborczych (w nawiasach liczba zdobytych głosów) | Radni wybrani z list poszczególnych komitetów wyborczych (w nawiasach liczba zdobytych głosów) | Radni wybrani z list poszczególnych komitetów wyborczych (w nawiasach liczba zdobytych głosów) | Radni wybrani z list poszczególnych komitetów wyborczych (w nawiasach liczba zdobytych głosów) | Radni wybrani z list poszczególnych komitetów wyborczych (w nawiasach liczba zdobytych głosów) |
| 1  |                                                                                                   | Platforma Obywatelska RP Jan Tandyrak (1040) Robert Szewczyk (1004)                            |                                                                                                | Prawo i Sprawiedliwość Dariusz Rudnik (1225)                                                   |                                                                                                | KWW Piotra Grzymowicza Piotr Grzymowicz (763) Marian Zdunek (579)                              |                                                                                                | KWW Czesława Jerzego Małkowskiego Krystyna Flis (657)                                          |                                                                                                |                                                                                                |
| 2  | Platforma Obywatelska RP Ewa Zakrzewska (809) Joanna Misiewicz (691)                              | Prawo i Sprawiedliwość Grzegorz Smoliński (1362) Ewa Piotrkowska (278)                         |                                                                                                | KWW Piotra Grzymowicza Zbigniew Dąbkowski (425)                                                |                                                                                                | KWW Czesława Jerzego Małkowskiego Nelly Antosz (849)                                           |                                                                                                | Polskie Stronnictwo Ludowe Maja Antosik (328)                                                  |                                                                                                |                                                                                                |
| 3  | Platforma Obywatelska RP Łukasz Łukaszewski (952) Marcin Kuchciński (745) Danuta Ciborowska (534) | Prawo i Sprawiedliwość Elżbieta Wirska (1282) Jarosław Babalski (446)                          |                                                                                                | KWW Piotra Grzymowicza Wanda Jabłońska (800)                                                   |                                                                                                | KWW Czesława Jerzego Małkowskiego Czesław Jerzy Małkowski (1826)                               |                                                                                                |                                                                                                |                                                                                                |                                                                                                |
| 4  | Platforma Obywatelska RP Halina Ciunel (1236) Tomasz Głażewski (614)                              | Prawo i Sprawiedliwość Leszek Araszkiewicz (940) Krzysztof Nowacki (634)                       |                                                                                                | KWW Piotra Grzymowicza Mirosław Gornowicz (862)                                                |                                                                                                | KWW Czesława Jerzego Małkowskiego Monika Rogińska-Stanulewicz (1176)                           |                                                                                                | KWW Andrzej Ryński-Olsztyn przyjazny ludziom Krzysztof Kacprzycki (878)                        |                                                                                                |                                                                                                |
|    |                                                                                                   |                                                                                                |                                                                                                |                                                                                                |                                                                                                |                                                                                                |                                                                                                |                                                                                                |                                                                                                |                                                                                                |

## VIII kadencja

### Wyniki wyborów
Wybory do Rady Miasta VIII kadencji odbyły się 21 października 2018. W ich rezultacie mandaty uzyskało łącznie 5 komitetów.
|            | Koalicja Obywatelska              | 19 103 | 26,76  | 9  | 1 |  |  |
|            | Prawo i Sprawiedliwość            | 16 268 | 22,79  | 7  | - |  |  |
|            | KWW Piotra Grzymowicza            | 10 945 | 15,33  | 4  | - |  |  |
|            | KWW Czesława Jerzego Małkowskiego | 10 453 | 14,64  | 4  | - |  |  |
|            | KWW Wspólny Olsztyn               | 5 931  | 8,31   | 1  | 1 |  |  |
|            |                                   |        |        |    |   |  |  |
|            | KWW Olsztyn Kocham                | 3 485  | 4,88   | –  | – |  |  |
|            | Kukiz'15                          | 2 727  | 3,82   | –  | – |  |  |
|            | KKW SLD Lewica Razem              | 2 476  | 3,47   | –  | – |  |  |
|            |                                   |        |        |    |   |  |  |
| Ogółem     | Ogółem                            | 71 388 | 100,00 | 25 | — |  |  |
| Frekwencja | Frekwencja                        | 73 684 | 56,24  |    |   |  |  |

### Radni VIII kadencji
Pierwsza sesja Rady Miasta VIII kadencji odbyła się 22 listopada 2018. Przewodniczącym wybrano Roberta Szewczyka, a wiceprzewodniczącymi Nelly Antosz, Jarosława Babalskiego i Zbigniewa Dąbkowskiego. W trakcie kadencji Babalski zrezygnował z pełnionej funkcji, a Prawo i Sprawiedliwość nie zgłosiło nowego kandydata na wiceprzewodniczącego rady, w efekcie czego do końca kadencji rada miała dwóch przewodniczących. Mandat po wybranym na prezydenta Olsztyna Piotrze Grzymowiczu objął Marian Zdunek. W trakcie kadencji mandat zwolniony po wybranym na posła Michale Wypiju objęła Edyta Markowicz.
|    |                                                                                                |                                                                                                |                                                                                                |                                                                                                |                                                                                                |                                                                                                |                                                                                                |                                                                                                |                                                                                                |                                                                                                |
| Nr | Radni wybrani z list poszczególnych komitetów wyborczych (w nawiasach liczba zdobytych głosów) | Radni wybrani z list poszczególnych komitetów wyborczych (w nawiasach liczba zdobytych głosów) | Radni wybrani z list poszczególnych komitetów wyborczych (w nawiasach liczba zdobytych głosów) | Radni wybrani z list poszczególnych komitetów wyborczych (w nawiasach liczba zdobytych głosów) | Radni wybrani z list poszczególnych komitetów wyborczych (w nawiasach liczba zdobytych głosów) | Radni wybrani z list poszczególnych komitetów wyborczych (w nawiasach liczba zdobytych głosów) | Radni wybrani z list poszczególnych komitetów wyborczych (w nawiasach liczba zdobytych głosów) | Radni wybrani z list poszczególnych komitetów wyborczych (w nawiasach liczba zdobytych głosów) | Radni wybrani z list poszczególnych komitetów wyborczych (w nawiasach liczba zdobytych głosów) | Radni wybrani z list poszczególnych komitetów wyborczych (w nawiasach liczba zdobytych głosów) |
| 1  |                                                                                                | Koalicja Obywatelska Robert Szewczyk (2534) Wiktor Wójcik (570)                                |                                                                                                | Prawo i Sprawiedliwość Elżbieta Wirska (1632)                                                  |                                                                                                | KWW Piotra Grzymowicza Piotr Grzymowicz (1476) Marian Zdunek (758)                             |                                                                                                | KWW Czesława Jerzego Małkowskiego Krystyna Flis (927)                                          |                                                                                                |                                                                                                |
| 2  | Koalicja Obywatelska Ewa Zakrzewska (1070) Joanna Misiewicz (1009)                             | Prawo i Sprawiedliwość Michał Wypij (2616) Krzysztof Narwojsz (673) Edyta Markowicz (417)      |                                                                                                | KWW Piotra Grzymowicza Zbigniew Dąbkowski (779)                                                |                                                                                                | KWW Czesława Jerzego Małkowskiego Nelly Antosz (1061)                                          |                                                                                                | KWW Wspólny Olsztyn Mirosław Arczak (612)                                                      |                                                                                                |                                                                                                |
| 3  | Koalicja Obywatelska Łukasz Łukaszewski (2688) Marta Kamińska (515)                            | Prawo i Sprawiedliwość Jarosław Babalski (1688) Radosław Nojman (659)                          |                                                                                                | KWW Piotra Grzymowicza Wanda Jabłońska (1388)                                                  |                                                                                                | KWW Czesława Jerzego Małkowskiego Czesław Jerzy Małkowski (2906)                               |                                                                                                |                                                                                                |                                                                                                |                                                                                                |
| 4  | Koalicja Obywatelska Paweł Klonowski (2833) Halina Ciunel (1156) Tomasz Głażewski (704)        | Prawo i Sprawiedliwość Leszek Araszkiewicz (1765) Zdzisława Tołwińska (564)                    |                                                                                                | KWW Piotra Grzymowicza Mirosław Gornowicz (1285)                                               |                                                                                                | KWW Czesława Jerzego Małkowskiego Monika Rogińska-Stanulewicz (1003)                           |                                                                                                |                                                                                                |                                                                                                |                                                                                                |
|    |                                                                                                |                                                                                                |                                                                                                |                                                                                                |                                                                                                |                                                                                                |                                                                                                |                                                                                                |                                                                                                |                                                                                                |

## IX kadencja

### Wyniki wyborów
Wybory do Rady Miasta IX kadencji odbyły się 7 kwietnia 2024. W ich rezultacie mandaty uzyskało łącznie 6 komitetów.
|            | Koalicja Obywatelska                   | 21 348 | 34,21  | 12 | 3 |  |  |
|            | Prawo i Sprawiedliwość                 | 12 892 | 20,66  | 8  | 1 |  |  |
|            | KWW Czesława Jerzego Małkowskiego      | 6 318  | 10,13  | 2  | 2 |  |  |
|            | KWW Marcina Możdzonka - Lepszy Olsztyn | 6 053  | 9,70   | 1  | 1 |  |  |
|            | KWW Piotra Grzymowicza                 | 4 539  | 7,27   | 1  | 3 |  |  |
|            | KWW Wspólny Olsztyn                    | 4 527  | 7,26   | 1  | - |  |  |
|            |                                        |        |        |    |   |  |  |
|            | KWW Trzecia Droga Olsztyn              | 3 517  | 5,64   | –  | – |  |  |
|            | Lewica                                 | 3 202  | 5,13   | –  | – |  |  |
|            |                                        |        |        |    |   |  |  |
| Ogółem     | Ogółem                                 | 62 396 | 100,00 | 25 | — |  |  |
| Frekwencja | Frekwencja                             | 63 419 | 51,19  |    |   |  |  |

### Radni IX kadencji
Pierwsze posiedzenie Rady Miasta IX kadencji odbyło się 7 maja 2024. Przewodniczącym wybrano wówczas Łukasza Łukaszewskiego, a wiceprzewodniczącymi Nelly Antosz, Grzegorza Smolińskiego i Ewę Zakrzewską. Mandat po wybranym na prezydenta Olsztyna Robercie Szewczyku objął Marek Fabianowicz. Na pierwszym posiedzeniu z mandatu zrezygnowała Sylwia Rembiszewska-Piątek, która pozostała na stanowisku wiceprezydenta Olsztyna. Jej mandat objął Piotr Pancer.
|    | | |                                                                                                |                                                                                                |                                                                                                |                                                                                                |                                                                                                |                                                                                                |
| Nr | Radni wybrani z list poszczególnych komitetów wyborczych (w nawiasach liczba zdobytych głosów)                          | Radni wybrani z list poszczególnych komitetów wyborczych (w nawiasach liczba zdobytych głosów)                           | Radni wybrani z list poszczególnych komitetów wyborczych (w nawiasach liczba zdobytych głosów) | Radni wybrani z list poszczególnych komitetów wyborczych (w nawiasach liczba zdobytych głosów) | Radni wybrani z list poszczególnych komitetów wyborczych (w nawiasach liczba zdobytych głosów) | Radni wybrani z list poszczególnych komitetów wyborczych (w nawiasach liczba zdobytych głosów) | Radni wybrani z list poszczególnych komitetów wyborczych (w nawiasach liczba zdobytych głosów) | Radni wybrani z list poszczególnych komitetów wyborczych (w nawiasach liczba zdobytych głosów) |
| 1  | | Koalicja Obywatelska Robert Szewczyk (3244) Marcin Galibarczyk (500) Katarzyna Faliszewska (494) Marek Fabianowicz (362) |                                                                                                | Prawo i Sprawiedliwość Przemysław Bałdyga (1684) Adam Andrasz (462)                            |                                                                                                | KWW Piotra Grzymowicza Piotr Grzymowicz (1239)                                                 |                                                                                                |                                                                                                |
| 2  | Koalicja Obywatelska Ewa Zakrzewska (1743) Joanna Misiewicz (1076)                                                      | Prawo i Sprawiedliwość Grzegorz Smoliński (2173) Edyta Markowicz (740)                                                   |                                                                                                | KWW Czesława Jerzego Małkowskiego Nelly Antosz (699)                                           |                                                                                                | KWW Wspólny Olsztyn Mirosław Arczak (1468)                                                     |                                                                                                |                                                                                                |
| 3  | Koalicja Obywatelska Łukasz Łukaszewski (2512) Sylwia Rembiszewska-Piątek (758) Marta Kamińska (606) Piotr Pancer (221) | Prawo i Sprawiedliwość Jarosław Babalski (1439) Radosław Nojman (462)                                                    |                                                                                                | KWW Czesława Jerzego Małkowskiego Czesław Jerzy Małkowski (1154)                               |                                                                                                |                                                                                                |                                                                                                |                                                                                                |
| 4  | Koalicja Obywatelska Paweł Klonowski (3054) Wioletta Śląska-Zyśk (1242) Tomasz Głażewski (731) Halina Ciunel (676)      | Prawo i Sprawiedliwość Zdzisława Tołwińska (1453) Krzysztof Guzek (620)                                                  |                                                                                                | KWW Marcina Możdżonka - Lepszy Olsztyn” Marcin Możdżonek (1681)                                |                                                                                                |                                                                                                |                                                                                                |                                                                                                |
|    | | |                                                                                                |                                                                                                |                                                                                                |                                                                                                |                                                                                                |                                                                                                |